# Bill Melendez
José Cuauhtémoc Meléndez, detto Bill (Hermosillo, 15 novembre 1916 – Santa Monica, 2 settembre 2008), è stato un animatore, doppiatore, regista e produttore cinematografico messicano naturalizzato statunitense.
È particolarmente noto per aver diretto e prodotto la maggior parte degli speciali televisivi e film cinematografici dei Peanuts, oltre che per aver dato la voce ai personaggi di Snoopy e Woodstock. Precedentemente aveva partecipato alla lavorazione di cartoni animati della Walt Disney Productions, della Warner Bros. e della UPA.
Nel corso di sessant'anni di carriera ha vinto sei Primetime Emmy Awards ed è stato candidato per altri tredici. Inoltre, è stato candidato per un Oscar e cinque Grammy Awards. Due speciali televisivi dei Peanuts da lui diretti (Buon Natale, Charlie Brown! e Cosa abbiamo imparato Charlie Brown?) sono stati premiati con un Peabody Award.

## Biografia
Originario di Hermosillo a Sonora in Messico, Melendez studiò presso scuole pubbliche americane a Douglas, in Arizona. Successivamente frequentò il Chouinard Art Institute di Los Angeles (che sarebbe poi diventato l'Istituto delle arti della California).

### Prime lavorazioni (1935-1961)
In seguito al completamento degli studi, Melendez trovò il suo primo lavoro presso una segheria. Dopo aver visto Biancaneve e i sette nani, fu assunto dalla Disney nel 1938, dove lavorò come animatore ai Classici: Pinocchio, Fantasia, Dumbo - L'elefante volante e Bambi e al cortometraggio di Paperino Il macinino volante. Dopo lo sciopero della Disney del 1941, Melendez fu assunto dalla Leon Schlesinger Productions, nota in seguito come Warner Bros. Cartoons, dove lavorò come animatore nelle serie Looney Tunes e Merrie Melodies.
Dopo aver animato diversi cortometraggi per la Warner, Melendez venne licenziato dal produttore Edward Selzer. Successivamente passò alla United Productions of America (UPA), dove animò alcuni cartoni animati come Gerald McBoing-Boing (1950). Inoltre, Melendez produsse e diresse migliaia di spot televisivi alla UPA, alla John Sutherland Productions e alla Playhouse Pictures. Nel 1963, Melendez fondò il proprio studio nel seminterrato di casa sua a Hollywood. La Bill Melendez Productions è ancora attiva ed è attualmente gestita da suo figlio Steven C. Melendez. Oltre al suo lavoro di animatore, Melendez è stato membro della facoltà del Dipartimento di Arti Cinematografiche della University of Southern California.

### IPeanuts(1959-2006)
Nel 1959, Melendez fu assunto dalla Ford Motor Company per realizzare alcuni spot televisivi animati con i personaggi della striscia Peanuts di Charles M. Schulz. Queste animazioni vennero viste dal produttore di documentari Lee Mendelson, che decise di assumere Melendez per realizzare alcune animazioni per il film documentario sui Peanuts A Boy Named Charlie Brown.
Melendez era l'unica persona di cui Charles M. Schulz si fidava per trasporre le sue opere in speciali televisivi. Lui e il suo studio lavorarono a ogni speciale televisivo e film direct-to-video dei Peanuts, di cui Melendez diresse personalmente la maggior parte. Fornì anche gli effetti vocali per i versi di Snoopy e Woodstock in ogni opera, doppiando i due personaggi in studio pronunciando parole senza senso che venivano poi accelerate. In alcuni speciali successivi, i pensieri di Snoopy vennero doppiati in un linguaggio comprensibile da altri attori, mentre Melendez continuò a doppiarne i versi.
Secondo un articolo del New York Times pubblicato poco dopo la sua morte, Melendez non aveva inizialmente intenzione di doppiare i due personaggi: "Poiché Schulz non avrebbe tollerato l'idea di un beagle che parlava in inglese, il signor Melendez recitò parole senza senso in un registratore, accelerò il tutto e inserì il risultato nella traccia sonora."  Melendez ha anche diretto, animato e doppiato i primi quattro film cinematografici dei Peanuts: Arriva Charlie Brown (1969), Snoopy cane contestatore (1972), Corri più che puoi Charlie Brown (1977) e Buon viaggio, Charlie Brown (1980), e i videogiochi Get Ready for School, Charlie Brown! (1995) e Snoopy's Campfire Stories (1996).
L'ultima produzione legata ai Peanuts a cui ha lavorato è stata È un bullo, Charlie Brown (2006). Oltre alla serie dei Peanuts, Melendez e Lee Mendelson collaborarono anche per altri speciali animati, come i primi due speciali di Garfield: Here Comes Garfield (1982) e Garfield on the Town (1983), e per Frosty Returns (1992), sequel di Frosty the Snowman (1969) della Rankin/Bass.

### Morte
Il 2 settembre 2008, Melendez è deceduto nella sua casa di Santa Monica all'età di 91 anni. Nessuna causa di morte è stata resa pubblica. Melendez è stato cremato e le sue ceneri sono state date alla sua famiglia.

### Ritorno postumo aiPeanuts
Nel 2015, le registrazioni d'archivio dei suoi doppiaggi di Snoopy e Woodstcock vennero riutilizzate per il film Snoopy & Friends - Il film dei Peanuts, e per il videogioco da esso tratto La grande avventura di Snoopy.

## Filmografia

### Cinema
- Pinocchio (1940), animatore
- Fantasia (1940), animatore
- Dumbo - L'elefante volante (1941), animatore
- Bambi (1942), animatore
- Il macinino volante (1943), animatore
- Uno strano concerto (1943), animatore
- Rosicchio in picchiata (1943), animatore
- A tempo di prurito (1943), animatore
- Daffy coscritto (1945) animatore
- Wagon Heels (1945), animatore
- The Bashful Buzzard (1945), animatore
- Varietà di libri (1946), animatore
- Pronta consegna neonati (1946), animatore
- È ora di sloggiare (1946), animatore
- La grande rapina al salvadanaio (1946), animatore
- Il grande sonno (1946), animatore
- La verdura che non dura (1947), animatore
- The Foxy Duckling (1947), animatore
- Doggone Cats (1947), animatore
- Mexican Joyride (1947), animatore
- Catch as Cats Can (1947), animatore
- Two Gophers from Texas (1948), animatore
- What Makes Daffy Duck (1948), animatore
- A Hick a Slick and a Chick (1948), animatore
- Nothing But the Tooth (1948), animatore
- Bone Sweet Bone (1948), animatore
- The Rattled Rooster (1948), animatore
- Dough Ray Me-ow (1948), animatore
- The Pest That Came to Dinner (1948), animatore
- Odor of the Day (1948), animatore
- The Stupor Salesman (1948), animatore
- Sogni proibiti (1948), animatore
- Holiday for Drumsticks (1949), animatore
- Porky il taglialegna (1949), animatore
- Bowery Bugs (1949), animatore
- Bye, Bye Bluebeard (1949), animatore
- A Ham in a Role (1949), animatore
- Punchy de Leon (1950), animatore
- Il porcellino pittore (1950), animatore
- Spellbound Hound (1950), animatore
- The Leghorn Blows at Midnight (1950), animatore
- The Miner's Daughter (1950), animatore
- An Egg Scramble (1950), animatore
- Che succede amico? (1950), animatore
- It's Hummer Time (1950), animatore
- Giddyap (1950), animatore
- Trouble Indemnity (1950), animatore
- A Fractured Leghorn (1950), animatore
- Pop 'im Pop! (1950), animatore
- Gerald McBoing-Boing (1950), animatore
- Il marsupio di salvataggio (1950), animatore
- Dog Collared (1950), animatore
- Albert in Blunderland (1950), animatore
- Hare We Go (1951), animatore
- Bungled Bungalow (1951), animatore
- A Fox in a Fix (1951), animatore
- Corn Plastered (1951), animatore
- Georgie and the Dragon (1951), animatore
- The Wonder Gloves (1951), animatore
- The Oompahs (1952), animatore
- Willie the Kid (1952), animatore
- Madeline (1952), animatore
- Little Boy with a Big Horn (1953), animatore
- Christopher Crumpet (1953), animatore
- Gerald McBoing-Boing's Symphony (1953), animatore
- Ballet-Oop (1954), animatore
- It's Everybody's Business (1954), animatore
- Energetically Yours (1957), animatore, regista
- Questo pazzo, pazzo, pazzo, pazzo mondo (1963), animatore
- Arriva Charlie Brown (1969), produttore, regista, voce di Snoopy
- The Rainbow Bear (1970), animatore, regista
- Snoopy cane contestatore (1972), produttore, regista, voce di Snoopy e Woodstock
- Dick Deadeye, or Duty Done (1975), regista
- Incredibile viaggio verso l'ignoto (1975), animatore
- Corri più che puoi Charlie Brown (1977), produttore, regista, voce di Snoopy e Woodstock
- Tooth Brushing (1978), produttore, regista, voce di Snoopy
- Buon viaggio, Charlie Brown (1980), produttore, regista, voce di Snoopy e Woodstock
- Molly and the Skywalkerz: Happily Ever After (1985), regista
- Molly and the Skywalkerz: Two Daddies? (1989), regista
- Cool World (1992), animatore
- Snoopy & Friends - Il film dei Peanuts (2015), voce di Snoopy e Woodstock (registrazioni d'archivio)

### Televisione
- The Gerald McBoing-Boing Show (1956), animatore (1 episodio)
- The Bugs Bunny Show (1960), animatore
- A Boy Named Charlie Brown (1963), animatore, regista, voce di Snoopy
- Buon Natale, Charlie Brown! (1965), produttore, regista, voce di Snoopy
- Siamo tutti campioni! (1966), produttore, regista, voce di Snoopy
- Aspettando il Grande Cocomero (1966), produttore, regista, voce di Snoopy
- Hai preso una cotta, Charlie Brown! (1967), produttore, regista, voce di Snoopy
- Snoopy è il tuo cane, Charlie Brown! (1968), produttore, regista, voce di Snoopy
- The Bugs Bunny/Road Runner Hour (1968), animatore
- Turn-On (1969) animatore (1 episodio)
- L'estate passa in fretta, Charlie Brown! (1969), produttore, regista, voce di Snoopy
- Preferisco Beethoven (1971), produttore, regista, voce di Snoopy
- Babar Comes to America (1971), produttore, regista
- Sei stato eletto, Charlie Brown! (1972), produttore, regista, voce di Snoopy, Woodstock
- Non c'è tempo per l'amore, Charlie Brown! (1973), produttore, regista, voce di Snoopy
- È il Giorno del ringraziamento Charlie Brown (1973), produttore, regista, voce di Snoopy e Woodstock
- È un mistero, Charlie Brown! (1973), produttore, voce di Snoopy e Woodstock
- Aspettando il cane di Pasqua (1974), produttore, voce di Snoopy e Woodstock
- Yes Virginia, There Is a Santa Claus (1974), produttore, regista
- È il giorno di San Valentino, Charlie Brown! (1975), produttore, voce di Snoopy e Woodstock
- Sei un campione, Charlie Brown! (1975), produttore, voce di Snoopy e Woodstock
- È l'Arbor Day, Charlie Brown (1976), produttore, voce di Snoopy e Woodstock
- The Sylvester & Tweety Show (1976), animatore
- A Glee Cartoon (1977), produttore, voce di Prince Mac e Princess Marjorie
- È il tuo primo bacio, Charlie Brown (1977), produttore, voce di Snoopy e Woodstock
- Che incubo Charlie Brown (1978), produttore, regista, voce di Snoopy
- Sei il più grande Charlie Brown! (1979), produttore, voce di Snoopy e Woodstock
- Il leone, la strega e l'armadio (1979), regista
- Lei è una brava pattinatrice Charlie Brown (1980), produttore, voce di Snoopy
- La vita è un circo (1980), produttore, voce di Snoopy
- È magico Charlie Brown (1981), produttore, voce di Snoopy e Woodstock
- Un giorno la troverai Charlie Brown (1981), produttore, voce di Snoopy e Woodstock
- No Man's Valley (1981), produttore, regista
- Princess Marjorie: A Glee Special (1982), produttore, voce di Prince Mac, Princess Marjorie e Mr. Penguin
- A Charlie Brown Celebration (1982), produttore, regista, voce di Snoopy e Woodstock
- Here Comes Garfield (1982), produttore
- È un addio, Charlie Brown (1983), produttore, voce di Snoopy e Woodstock
- È un'avventura Charlie Brown (1983), produttore, regista, voce di Snoopy e Woodstock
- Cosa abbiamo imparato Charlie Brown? (1983), produttore, regista, voce di Snoopy e Woodstock
- Garfield on the Town (1983), regista
- The Charlie Brown and Snoopy Show (1983–1985), produttore, regista, voce di Snoopy e Woodstock
- È un bracchetto flashdance (1984), produttore, regista, voce di Snoopy e Woodstock
- Snoopy si sposa, Charlie Brown (1985), produttore, regista, voce di Snoopy, Woodstock e Spike
- The Romance of Betty Boop (1985), produttore, regista
- It's Your 20th Television Anniversary, Charlie Brown (1985), produttore, regista, voce di Snoopy
- Sei un buon uomo, Charlie Brown (1985), regista, voce di Snoopy (versi) e Woodstock
- Felice anno nuovo, Charlie Brown (1986), produttore, regista, voce di Snoopy e Woodstock
- Cathy (1987), produttore
- Snoopy: The Musical (1988), produttore, voce di Snoopy (versi) e Woodstock
- It's the Girl in the Red Truck, Charlie Brown (1988), produttore, voce di Spike
- Cathy's Last Resort (1988), produttore
- This Is America, Charlie Brown (1988–1989), produttore, regista, sceneggiatore (4 episodi), voce di Snoopy e Woodstock
- Cathy's Valentine (1989), produttore
- You Don't Look 40, Charlie Brown (1990), produttore, regista, se stesso
- Perché, Charlie Brown, perché? (1990), produttore, voce di Snoopy e Woodstock
- Merrie Melodies: Starring Bugs Bunny and Friends (1990), animatore
- La riunione di Snoopy (1991), produttore, voce di Snoopy e i suoi fratelli
- È l'allenamento primaverile, Charlie Brown (1992), animatore, produttore, voce di Snoopy e Woodstock
- È di nuovo Natale Charlie Brown (1992), produttore, regista, voce di Snoopy e Woodstock
- Frosty Returns (1992), produttore, regista
- You're in the Super Bowl, Charlie Brown (1994), produttore, regista, voce di Snoopy e Woodstock
- That's Warner Bros.! (1995), animatore
- Un grandissimo compleanno, Charlie Brown! (1997), produttore, regista, voce di Snoopy e Woodstock
- Here's to You, Charlie Brown: 50 Great Years (2000), produttore, regista, voce di Snoopy e Woodstock
- Charlie Brown e il pifferaio magico (2000), produttore, regista, voce di Snoopy
- Buon San Valentino, Charlie Brown (2002), produttore, regista, voce di Snoopy
- Charlie Brown e il racconto di Natale (2002), produttore, voce di Snoopy e Woodstock
- Lucy si allena, Charlie Brown (2003), produttore, regista, voce di Snoopy
- Per Natale voglio un cagnolino, Charlie Brown (2003), produttore, regista, voce di Snoopy, Woodstock e Spike
- È un bullo, Charlie Brown (2006), produttore, regista, voce di Snoopy e Woodstock
- Peanuts Motion Comics (2008), voce di Snoopy (registrazioni d'archivio)

### Videogiochi
- Get Ready for School, Charlie Brown! (1995), animatore, produttore, regista, voce di Snoopy e Woodstock
- Snoopy's Campfire Stories (1996), animatore, regista, voce di Snoopy e Woodstock
- La Grande Avventura di Snoopy (2015), voce di Snoopy e Woodstock (registrazioni d'archivio)